# Костенко Катерина Василівна
Катери́на Васи́лівна Косте́нко (30 червня 1984, Дніпропетровськ, Україна) — українська фігуристка, що виступає у парному спортивному фігурному катанні в парі з Романом Таланом, разом з яким є чемпіонкою з фігурного катання України 2009 року), учасниця Чемпіонатів Європи з фігурного катання (найкраще досягнення — 13-та позиція 2008 року). 

## Кар'єра
Разом з Романом Таланом Катерина Костенко виступає, починаючи від сезону 2007/2008. Вони виграли Чемпіонат України з фігурного катання 2009 року за відсутності найсильнішої української спортивної пари Тетяна Волосожар/Станіслав Морозов. 
Завдяки успіхам і високим місцям останньої увійшли до збірної України в олімпійському турнірі з фігурного катання 2010 року. Попри те, що на олімпійському турнірі спортивних пар пара Костенко/Талан майже на 20 балів покращили свій персоналбест (найкращий особистий показник) у довільній, а відтак і загальний (за результатами обох програм), вони зайняли тільки 20-ту (останню) позицію (після виконання короткої були не передостанній сходинці турніру).

## Спортивні досягнення
(з Романом Таланом)
| Сезони/Змагання                        | 2007/2008 | 2008/2009 | 2009/2010 |
| -------------------------------------- | --------- | --------- | --------- |
| Зимові Олімпійські ігри                |           |           | 20        |
| Чемпіонати Європи з фігурного катання  | 13        | 18        |           |
| Чемпіонати України з фігурного катання | 2         | 1         | 2         |
| Турніри: «Золотий ковзан Загреба»      |           | 3         |           |
| Турніри: «Coupe de Nice»               |           |           | 3         |
| Турніри: «NRW Trophy»                  |           |           | 5         |
| Зимові Універсіади                     |           | 7         |           |